# 마쓰다이라 노부미네
마쓰다이라 노부미네(일본어: 松平信岑, 1696년 10월 5일 ~ 1763년 12월 24일)는 단바 사사야마 번의 제5대 번주이다. 후에 단바 가메야마 번의 초대 번주가 된다.
1696년 10월 5일(겐로쿠 9년 9월 10일), 단바 사사야마 번의 제4대 번주 마쓰다이라 노부쓰네의 장남으로 태어났다. 1710년(호에이 7년 12월)에 종5위하, 사도노카미(佐渡守)에 서임된다. 1717년(교호 2년), 아버지의 죽음으로 가독을 상속해 사사야마 번의 제5대 번주가 된다.
1735년(교호 20년)에는 지샤부교와 소샤반을 겸임한다. 그러나 아버지와 달리 암우했기 때문에, 교호 대기근(ja:享保の大飢饉)으로 고생하는 영민에게 무거운 세금을 강요하는 악정을 폈다. 그로 인해, 1748년 9월 25일(간엔 원년 8월 3일)에 추방당하자 단바 가메야마 번으로 이봉된다.
1756년(호레키 6년), 종사위하에 오른다. 1763년 12월 24일(호레키 13년 11월 20일)에 죽는다. 향년 68세.
뒤는 조카이자 양자인 마쓰다이라 노부나오가 계승했다.
| 전임 마쓰다이라 노부쓰네 | 제11대 가타하라 마쓰다이라 가 당주 1717년 ~ 1763년 | 후임 마쓰다이라 노부나오 |

| 전임 마쓰다이라 노부쓰네 | 제5대 사사야마 번 번주 (가타하라 마쓰다이라 가) 1717년 ~ 1748년 | 후임 아오야마 다다토모 |

| 전임 아오야마 다다토모 | 제1대 단바 가메야마 번 번주 (가타하라 마쓰다이라 가) 1748년 ~ 1763년 | 후임 마쓰다이라 노부나오 |